# ミスター林
ミスター林（ミスターはやし、1942年5月17日 - 1999年11月4日）は、日本の元プロレスラー、元レフェリー。本名：林 幸一（はやし こういち）。一時期リングネームとして林牛之助とも名乗った。東京都江東区出身。

## 略歴
母子家庭に育ち、1958年に大相撲の追手風部屋に入門。同期入門に上田馬之助がいる。のち間垣親方の独立にともない、間垣部屋に移籍。現役時代の最高位や四股名は不明だが、関取未経験者であると知られている。
1959年に力士を廃業して日本プロレスに入門。1973年の日本プロレス崩壊直前に海外武者修行へ出発し、修行先で日本プロレス崩壊を迎える。1976年に帰国して全日本プロレスに入団。一貫して前座暮らしであったが、コミカルなファイトで人気者であった。1979年には全日本プロレス所属としてプロレス夢のオールスター戦にも出場している。
1982年に現役を引退した後は全日本プロレスのレフェリーとなり、ジョー樋口に次ぐ2番手のポジションに入った。1983年にはリック・フレアーVSザ・グレート・カブキのNWA世界ヘビー級王座戦も裁いているが、1986年の「'86チャンピオン・カーニバル」開幕戦後楽園ホール大会をもって全日本プロレスを退団した。その後はジャパン女子プロレスに上がり、レフェリーを務めていた。口髭と突き出ていた腹、ギクシャクとした動きがレフェリーとしては特徴があり、個性の一つになっていた。
1999年11月4日に死去した。58歳没。
現役時代の一時期、リングネームを「林牛之助」と名乗っていた。これは「上田馬之助」「高崎山猿吉」「大熊熊五郎」など、選手に変わったリングネームを付けるのが趣味だった豊登道春に命名されたものである。

## 人物
力道山に分かれた父の姿を重ねていたため力道山のいないところでは「おやじさん」と呼んで慕う様子を見せており、力道山も林のそんな思いを感じ取っていた。そんな林を表すエピソードが存在する。
「林牛之助」を名乗っていた日本プロレス時代のある時、事務所に力道山と数人のレスラー・数人の事務員がいたが、急に力道山の機嫌が悪くなったタイミングで林が事務所に入り込み、力道山に「先生、こんな暑い日はざる蕎麦に限りますよね。皆にざる蕎麦を奢って下さいよ」と言った。力道山は呆れた顔で「ワシはざる蕎麦なんて食わんよ」とそっけない返事を返したが、ひるまず林は「そうですか…。では、先生は食べないとして、皆さん、食べる人は手を挙げて下さい」と一同に促した。巻き込まれたくないレスラー一同は誰も手を挙げなかったが、それを見た力道山は「それ見ろ。誰も手を挙げんじゃないか」と呆れて笑い「よし分かった!そんだけ言うなら、ワシが奢ってやる。その代わりに蕎麦の数は20人前注文しろ!」と林に頼んだ。蕎麦が届くと力道山は「お前はいつも15分1本勝負の試合に出とるだろ。この蕎麦を15分で全部食べ切ったらお前にたっぷり小遣いをやろう。その代わり、食べきれんかった場合、その蕎麦代はお前持ちじゃ。そんで、罰金1万円!給料からキッチリ引くからな!」とやり返したが、林は敢え無くギブアップ。1ヶ月後、給料袋を見た林は、蕎麦代や罰金の分が引かれていない満額の給料を目にした。父親に甘えるような林の思いが力道山に伝わっていたのであった。

## 得意技
- 反則攻撃

急所打ちや目潰しなどの各種反則攻撃を得意とし、全日本の前座戦線では若手の壁的存在であった。
- ネックブリーカー・ドロップ
- 地獄突き
- 空手チョップ
- 逆さ押さえ込み
- 逆エビ固め